# 小谷真倫
小谷 真倫（こたに まりん）は、日本の漫画家。女性。福島県出身。師匠は高橋しん。2009年にデビュー。

## 来歴
2007年、第23回講談社MANGA OPENにて奨励賞を受賞し、第9回イブニング新人賞The Challenge優秀賞を受賞。2009年、『イブニング』（講談社）に作品を掲載し、デビューを果たす。同年、同誌15号より『害虫女子コスモポリタン』の連載を開始。
2017年2月、『くらげバンチ』（新潮社）にて「女性の性事情」について描いた『オルガズム探偵 慰舞林檎』の連載を開始。同作は『私だってするんです』に改題され、4月21日発売の『月刊コミックバンチ』6月号から移籍して連載される。2019年7月、同作の実写映画化が発表され、2022年に公開。
2022年6月、『マンガTOP』（日本文芸社）にて、売春を行うアイドルを描いた『闇んドル☆光ちゃん』の連載を開始。

## 作品リスト

### 連載・シリーズ
- 害虫女子コスモポリタン（『イブニング』2009年15号[6] - 2011年1号[6]、講談社）
- 害虫女子コスモポリタン ビッチーズ（『イブニング』2011年18号[13] - 2013年12号[13]、講談社）
- オルガズム探偵 慰舞林檎→私だってするんです（『くらげバンチ』2017年2月10日[3] - →『月刊コミックバンチ』2018年6月号[9] - 2019年12月号[14]、新潮社）
- こんな私がいたなんて（『週刊漫画ゴラク』[15]、日本文芸社）
- みんな○○どうシてる？（『マンガTOP』[16]、日本文芸社）
- 闇んドル☆光ちゃん（『マンガTOP』2022年6月14日[12] - 、日本文芸社）

### 書籍
- 『害虫女子コスモポリタン』講談社〈イブニングKC〉、2011年11月22日発売[6]、ISBN 978-4-06-352392-8
- 『害虫女子コスモポリタン ビッチーズ』講談社〈イブニングKC〉、2013年9月20日発売[13]、ISBN 978-4-06-352480-2
- 『私だってするんです』新潮社〈BUNCH COMICS〉、2017年[7] - 2020年[17]、全3巻
- 『こんな私がいたなんて』日本文芸社〈ニチブンコミックス〉、2021年2月9日発売[15]、ISBN 978-4-537-14339-3
- 『みんな〇〇どうシてる？』日本文芸社〈ニチブンコミックス〉、2022年1月8日発売[18]、ISBN 978-4-537-14450-5
- 『闇んドル☆光ちゃん』日本文芸社〈ニチブンコミックス〉、2023年[19] - 、既刊2巻（2024年2月8日現在）